# Anton Colijn
 (décembre 2020).
Si vous disposez d'ouvrages ou d'articles de référence ou si vous connaissez des sites web de qualité traitant du thème abordé ici, merci de compléter l'article en donnant les références utiles à sa vérifiabilité et en les liant à la section « Notes et références ».
Antonie Hendrikus Colijn, né le 13 avril 1894 à Ambarawa et mort le 11 mars 1945 à Muntok, était un alpiniste et explorateur néerlandais. Fils aîné de Hendrikus Colijn, il mena en 1936 une expédition avec Frits Wissel et Jean Jacques Dozy pour atteindre le sommet du Puncak Jaya, plus haut sommet de Nouvelle-Guinée et alors dans les Indes orientales néerlandaises.
Employé d'une filiale de Shell, il contribua à détruire les installations pétrolières convoitées par les Japonais dans le début de la Seconde Guerre mondiale. Colijn tenta de fuir vers mais fut interné dans un camp de prisonniers où il mourut.